# 진홍의 여제
《진홍의 여제》(영어: The Scarlet Empress)는 1934년 개봉한 역사 영화다. 조셉 폰 스턴버그와 마를레네 디트리히가 미국으로 건너와 만든 5번째 영화로, 예카테리나 2세가 권좌에 오르는 과정을 다뤘다.

## 출연
- 마를레네 디트리히 - 조피 프레데리케 아우구스테 폰 안할트체르프스트, 훗날 예카테리나 2세
- 존 로지 - 알렉세이 라주모프스키
- 샘 자페 - 표트르 3세
- 루이스 드레서 - 엘리자베타 페트로브나
- C. 오브리 스미스 - 크리스티안 아우구스트
- 게빈 고든 - 그리고리 오를로프
- 올리브 텔 - 홀슈타인고토르프의 요한나 엘리자베트
- 루셀마 스티븐스 - 엘리자베타 보론초바
- 데이비슨 클락 - 시메온 토로스키
- 얼빌 앨더슨 - 알렉세이 베스투제프류민
- 필립 슬리먼 - 장 아르만트 드 레스토크
- 마리 웰스 - 마리 초글로코프
- 한스 하인리히 폰 트바도프스키 - 이반 슈바로프
- 마리아 리바 - 조피 프레데리케 아우구스테 폰 안할트체르프스트 (아역)
- 아킴 타미로프 - 단역 (언급되지 않음)